# マーク・レーマ
マーク・レーマ（Mark Lemmer、1967年4月27日 - ）は、イギリスのレーシングドライバー。

## 経歴
彼は、イギリスのワンメイクレースで活躍し、1997年は、ボクスホール・ベクトラチャレンジでシリーズ3位を獲得している。
1998年からは、イギリスツーリングカー選手権(BTCC)に参戦。インディペンデントチームからベクトラで参戦した。この頃のBTCCは、各自動車メーカーのワークスチームが参戦しており、レーマらインディペンデントチームから参戦のドライバーは、メーカーの支援は限られていたが、数回のインディペンデント優勝を記録し、この年のインディペンデント部門のチャンピオンを獲得した、トミー・ラスタット、ロブ・グラヴェット、マット・ニールに次ぐ4位となった。
2000年からは、この年から新設されたプロダクションクラスに自身の父が経営するバルウェル・モータースポーツからホンダ・インテグラで参戦し、プジョーのアラン・モリソン、チーム・メイトのジェームズ・ケイに次ぐ3位となった。翌年まで引き続きBTCCに参戦し、その後はバルウェル・モータースポーツのチーム・マネージャーとして活躍している。